# Friedrich Philipp Reinhold

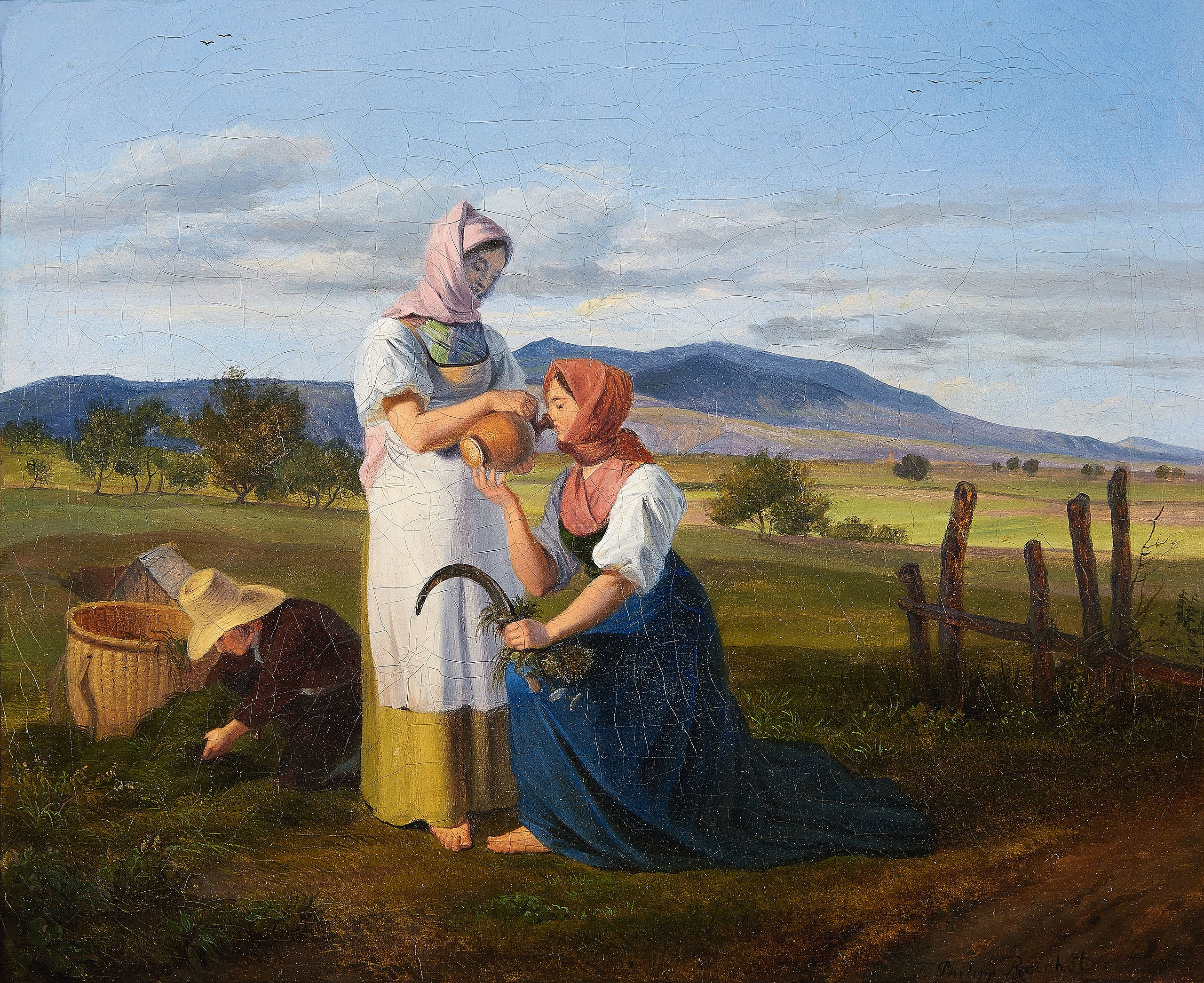
Rast von der Arbeit auf dem Feld

Friedrich Philipp Reinhold (* 8. Januar 1779 in Gera; † 22. April 1840 in Wien) war ein österreichischer Maler, Radierer und Lithograph.

## Leben
Reinhold war Sohn des Porträtmalers Johann Friedrich Leberecht Reinhold (1744–1807), Vater der Maler Franz Xaver Reinhold (1816–1893), Friedrich Reinhold (1814–1881) und Karl Reinhold (1820–1887). Seine jüngeren Brüder waren der Landschaftsmaler Gustav Reinhold (1798–1849) und der Maler und Kupferstecher Johann Heinrich Carl Reinhold (1788–1825).
Ab 1797 studierte er an der Kunstakademie Dresden bei Johann Eleazar Zeissig Genre- und Porträtmalerei. Hier lernte er möglicherweise Caspar David Friedrich kennen, der zur selben Zeit dort weilte. Nach dem Studium kam er nach Prag, wo er 1804 den Vorhang des Ständetheaters malte.
Im Zeitraum 1805 bis 1811 studierte Reinhold Historienmalerei an der Akademie der bildenden Künste Wien, wo er Friedrich Overbeck und andere Nazarener traf. Die Jahre 1811 und 1812 verbrachte er als Porträtmaler in Gera, ab 1813 wohnte er in Wien.
Reinhold war anfangs als Bildnis- und Historienmaler tätig. Nach 1816 widmete er sich vor allem der Landschaftsmalerei. Er schuf auch Vorlagen zeitgeschichtlicher Szenen, beschäftigte sich seit 1810 mit Lithografien und seit 1816 mit Radierungen.